# Erula
Erula è un comune italiano di 686 abitanti della città metropolitana di Sassari in Sardegna.
Istituito nel 1988 scorporando il territorio da altri quattro comuni, è situato nella regione dell'Anglona.

## Geografia fisica

### Territorio
Il Comune di Erula è stato istituito nel 1988, ottenendo in quell'anno l'autonomia da Perfugas e inglobando nei suoi confini non soltanto parte del territorio del comune di provenienza ma anche parte di quello di Chiaramonti, Tula e Ozieri. Il comune di Erula amministra oltre al paese anche le frazioni di Sa Mela, Tettile e Cabrana, Sa Inistra, La Scala, San Giuseppe, Oloitti e Muru Traessu.

## Origini del nome
L'origine del toponimo Erula è incerto e assai discusso. Sono state avanzate varie ipotesi, tra cui l'assonanza derivata dal nome della pianta di Ferula (Ferula communis) o dal demone fluviale Herulus figlio di Feronia che verrà ucciso da Evandro. Alcuni ritengono che derivi dal cognome latino Gurulus. Si è anche ipotizzata la presenza di un heraion, e quindi di un culto della mitologica dea Era. Il La Marmora riteneva che fosse una corruzione di ad Eruculem. 

## Storia

### Preistoria
Il territorio è sicuramente di frequentazione antichissima. Si hanno testimonianze umane fin dal Neolitico, ma non vi sono dati certi, come invece per il Rio Altana di Perfugas, sulla presenza di industria Paleolitica scoperta dagli archeologi nel 1979.
Sono opera della “Cultura di San Michele” di Ozieri le due domus de janas presenti nelle vicinanze del paese, una in località “Bulguni” e l'altra nei pressi della strada provinciale Erula-Chiaramonti, a “Fustilalza”. Nel primo caso si tratta di un ipogeo mono-cella, ubicato su una parete rocciosa.

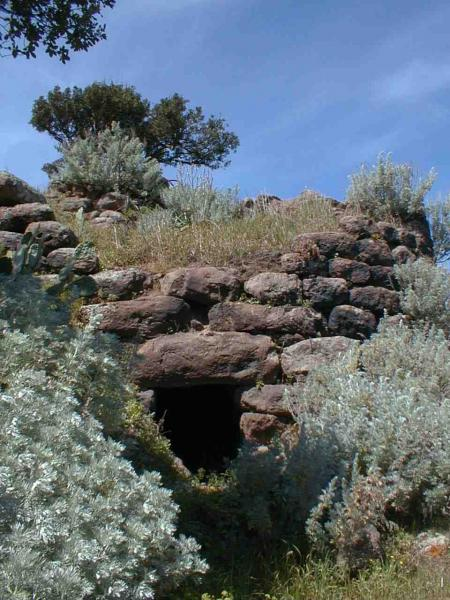
Nuraghe Ispiene

L'altipiano boscoso e ricco di acque costituì un habitat particolarmente favorevole per l'insediamento delle popolazioni nuragiche, come dimostrano i resti del nuraghe “Erula”, eretto in cima ad un'altura nel centro del paese. Da ricordare è anche il nuraghe “Pubattu”, situato presso l'omonima borgata all'uscita di Erula, in direzione Chiaramonti, che costituiva il confine comunale con Perfugas.
Di particolare importanza è il “Nuragheddu”, in località “Basile”, il quale per oscure ragioni non fu portato a termine. Intorno al nuraghe sono rimasti sparsi numerosi macigni. Il sito potrebbe risultare di notevole interesse per lo studio dell'architettura nuragica.
Tra i più citati in letteratura specializzata vi è lo “Spiene”. Il nuraghe è posto su un alto costone roccioso e noto per l'importante ritrovamento, fatto nel 1925 dall'archeologo Antonio Taramelli, di una navicella votiva con protome cervina. Il reperto - tra i più grandi nel suo genere - è anche uno dei più belli ritrovati in Sardegna per eleganza e pregio di fattura. Attualmente è conservato nel Museo archeologico nazionale di Cagliari. Il nuraghe “Sotgiu” è a pianta complessa, ovvero con più camere. Il sito è di particolare interesse perché in passato vi furono rinvenuti numerosi cocci di anfore e vasellame e alcune monete di Augusto, Adriano e Pertinace. Vicino al nuraghe vi è un sepolcro di probabile età romana o medioevale Tra gli altri nuraghi si citano il “Nuragheddu” (Erula) e il “Sa Toa” o “Poligosu”, in località “Tettile”. Nel centro urbano, negli anni novanta, fu fortuitamente scoperto un pugnale votivo ad “elsa gammata”, ora conservato nel Museo Archeologico e Paleobotanico di Perfugas.

### Storia antica
L'altipiano fu interessato da traffici commerciali cartaginesi, come dimostra la scoperta nell'Ottocento di un piccolo forziere di monete puniche, raffiguranti le dee Tanit e Kore. Per quanto riguarda l'epoca romana, l'ubicazione di Erula non è di facile ricostruzione perché la posizione geografica di molte Statio e Mansiones dell'epoca imperiale non è ben chiara. Gli unici riferimenti, infatti, sono rinvenibili nelle descrizioni geografie di Claudio Tolomeo e dell'Anonimo Ravennate.
Agli inizi del Novecento furono ritrovate nel centro urbano alcune grosse giare, contenenti ossa umane e monete di vario tipo, che per datazione vanno dalla dinastia Giulio-Claudia agli imperatori Antonini. Di particolare rilievo storico e geografico è stata la scoperta, negli anni novanta, del miliare della Tibula-Carales indicante il centottantesimo miglio da Carales [PAS (SSUM) CLXXX], a “La Pedra Iscritta” nella frazione di Sa Mela. Lo scrivente coglie l'occasione per pubblicare un'informazione ancora inedita appresa da un documento ottocentesco (rilievi dello Stato Maggiore dell'Esercito sardo, 1847), dove si trova citazione di un altro miliare con l'indicazione del miglio 140 [CXL]. Questo miliare potrebbe risultare interessante per uno studio delle strade romane in Sardegna e per la rivisitazione di alcuni siti non ancora identificati, anche se è bene aspettare un'attenta indagine archeologica. Lo stesso documento menziona una torre di antica costruzione in località “Turrina Manna”. Questo edificio, probabilmente, era utilizzato dagli antichi romani come fortino d'avvistamento. La collocazione strategica, sul crinale tra Anglona, Gallura e Liqudonenses (Logudoro), sembra avvalorare tale ipotesi.

### Storia medioevale, moderna e contemporanea

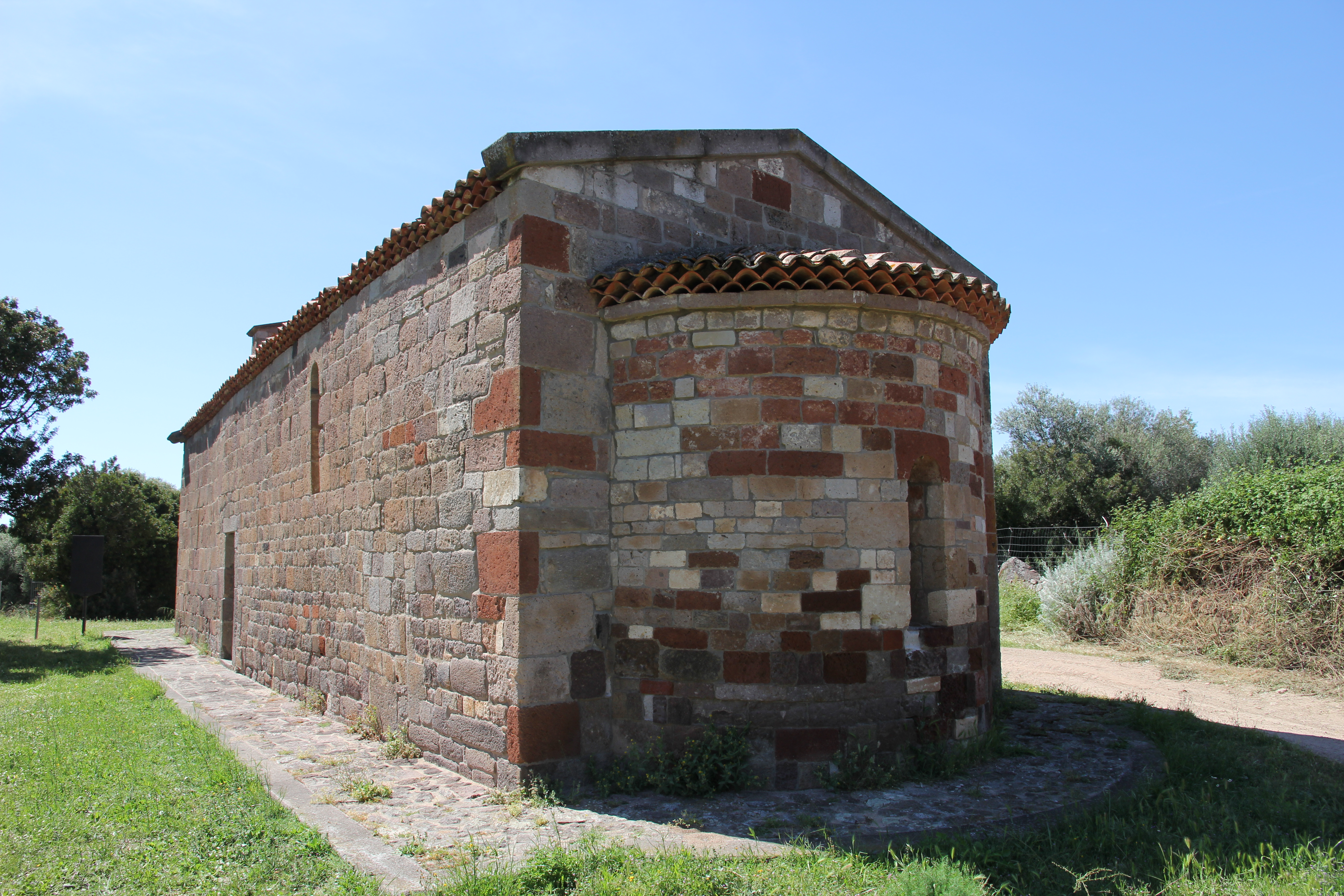
Chiesa di Santa Vittoria de su Sassu

Non vi sono notizie certe sul periodo medioevale, quando le vie del Cursus publicum caddero in disuso, la zona selvosa di Su Sassu fu indubbiamente sito favorevole all'eremitaggio. Presso l'abitato è sita la chiesa romanica di Santa Vittoria di Su Sassu - situata in comune di Perfugas ma ecclesiasticamente appartenente a Erula - dedicata il 3 aprile 1120. Questa precisa datazione è fornita dalle belle pergamene scritte in minuta carolina, giunteci integre, che rappresentano il documento più antico sulle chiese sarde. L'opera, probabilmente, è da attribuire ai Vittorini di Marsiglia. Testimonianza della presenza monastica sono il toponimo “Lu Ignali di lu frati” e una enigmatica scritta posta sull'abside: “Operaiu Malu a Fora l'eremita”. Il territorio nel Medioevo apparteneva al Giudicato di Torres, nella curatoria d'Anglona, in seguito sottoposta allo Stato signorile dei genovesi Doria.
La prima citazione indiretta di Erula si rinviene dall'iscrizione di un Dominus Petrus da Erolis nelle Rationes Decimarum Italiae. Lo stesso generale e studioso La Marmora ne parla in una nota sul ritrovamento di un ripostiglio di monete consolari romane nel 1865, e indica il sito dell'antica chiesa di San Pietro di Erruli. Nella relazione di Vincenzo Mameli de Omedilla sugli Stati degli Oliva del principato d'Anglona nel 1769, il sito di Erula viene indicato come il più adatto all'insediamento umano. Si rileva, inoltre, la presenza di una cinquantina di famiglie di pastori galluresi. Il Casalis descrive il territorio di “Su Sassu” come una vasta foresta popolata da cervi, daini, cinghiali e da numerose specie di volatili. La comunità erulese, stimata in 450 anime dedite alla pastorizia, spesso non aveva coscienza neppure del conforto religioso.
La sua origine molto probabilmente trova radici nell'abitudine dei pastori alla transumanza del bestiame durante la stagione invernale e forse per questo motivo il paese di Erula è ancora strettamente legato alla campagna. Numerose sono le chiese campestri nelle vicinanze, alcune delle quali assai antiche e caratteristiche.

### L'odierno centro abitato
Erula è diventata comune con legge regionale 13 luglio 1988 nº 19. Fino ad allora fu frazione di Perfugas. Il comune comprende le frazioni di Sa Mela, Tettile, Cabrana, San Giuseppe, Sa Inistra, S'Iscala, Carra Casu e Su Muntiu de s'omine.
Il centro attuale risale al XIX secolo.
Le prime case furono costruite nel rione di Su Nuraghe, attorno al nuraghe Erula. Il centro urbano si è formato in seguito, più a valle, dove è attualmente la piazza detta "della Chiesa" (oggi piazza Giovanni XXIII). Antiche case sorsero nel rione Lu Tauloni e su i colli di Lu Castedducciu, La Radda ed Eruleddu. Il centro urbano è sparso, come è tipico degli stazzi galluresi, e particolarmente esteso sulla via principale, lunga oltre un chilometro e mezzo. L'urbanizzazione più consistente è partita negli anni ottanta e novanta. L'impianto viario e le strutture pubbliche sono di recente costruzione.
La chiesa principale, situata nel centro del paese, fu edificata grazie a un progetto di papa Pio XI nel 1928-29 e fu consacrata nel 1932 con il titolo di Nostra Signore del Sacro Cuore. Dal 1963 è eretta a parrocchia con il titolo di Cuore Immacolato di Maria, che comprende le chiese di San Giovanni Battista (in frazione Sa Mela), San Giuseppe (nella borgata di Oloitti), Sant'Anna (nella frazione Lumbaldu-Perfugas) e Santa Vittoria di Su Sassu (Campu d'Ulimu- Perfugas). La chiesa parrocchiale, in fase di costruzione, è una delle più grandi del territorio. 

### Simboli
Lo stemma e il gonfalone del Comune di Erula sono stati concessi con Decreto del presidente della Repubblica del 6 aprile 2005.
(D.P.R. 06.04.2005)
Nello stemma sono raffigurati una navicella votiva con protome cervina di epoca nuragica, rinvenuta nel 1925 nel Nuraghe Ispiene compreso nel territorio comunale; una pecora simbolo dell'allevamento di ovini che sta alla base dell'economia del paese e un ramo di ferula, che richiama il nome del Comune.
Il gonfalone è un drappo di giallo con la bordatura di azzurro.

## Società

### Evoluzione demografica
Abitanti censiti

### Lingue e dialetti
Nonostante si trovi geograficamente nell'Anglona, sotto-regione del Logudoro, il dialetto parlato è quello gallurese, in quanto popolato da secoli da famiglie provenienti da Tempio Pausania, Aggius e Bortigiadas (sarebbe corretto affermare che se da secoli famiglie di bortigiadas vivessero lì allora si parlasse anche sardo gallurese di ceppo logudorese dato che a bortigiadas si è smesso di parlarlo solo negli anni 60 del secolo scorso).
```
Sono molte le famiglie che scelgono di vivere tranquillamente nelle proprie campagne, conferendo un fascino particolare, che sa di tradizione, a questo piccolo centro ai margini dell'
Anglona
.
```

## Amministrazione
| Periodo        | Periodo        | Primo cittadino | Partito                              | Carica  | Note   |
| -------------- | -------------- | --------------- | ------------------------------------ | ------- | ------ |
| 12 giugno 1994 | 24 maggio 1998 | Sergio Mundula  | "Eterogenea"                         | Sindaco | [ 6 ]  |
| 24 maggio 1998 | 26 maggio 2002 | Sergio Mundula  | lista civica                         | Sindaco | [ 7 ]  |
| 26 maggio 2002 | 27 maggio 2007 | Antonio Tanda   | lista civica                         | Sindaco | [ 8 ]  |
| 27 maggio 2007 | 10 giugno 2012 | Antonio Pileri  | lista civica                         | Sindaco | [ 9 ]  |
| 10 giugno 2012 | 11 giugno 2017 | Antonio Pileri  | lista civica "Continuare a Crescere" | Sindaco | [ 10 ] |
| 11 giugno 2017 | 13 giugno 2022 | Marianna Fusco  | lista civica "Un Comune per Tutti"   | Sindaco | [ 11 ] |
| 13 giugno 2022 | in carica      | Marianna Fusco  | lista civica "Il paese che vogliamo" | Sindaco | [ 12 ] |